# Lana Corujo

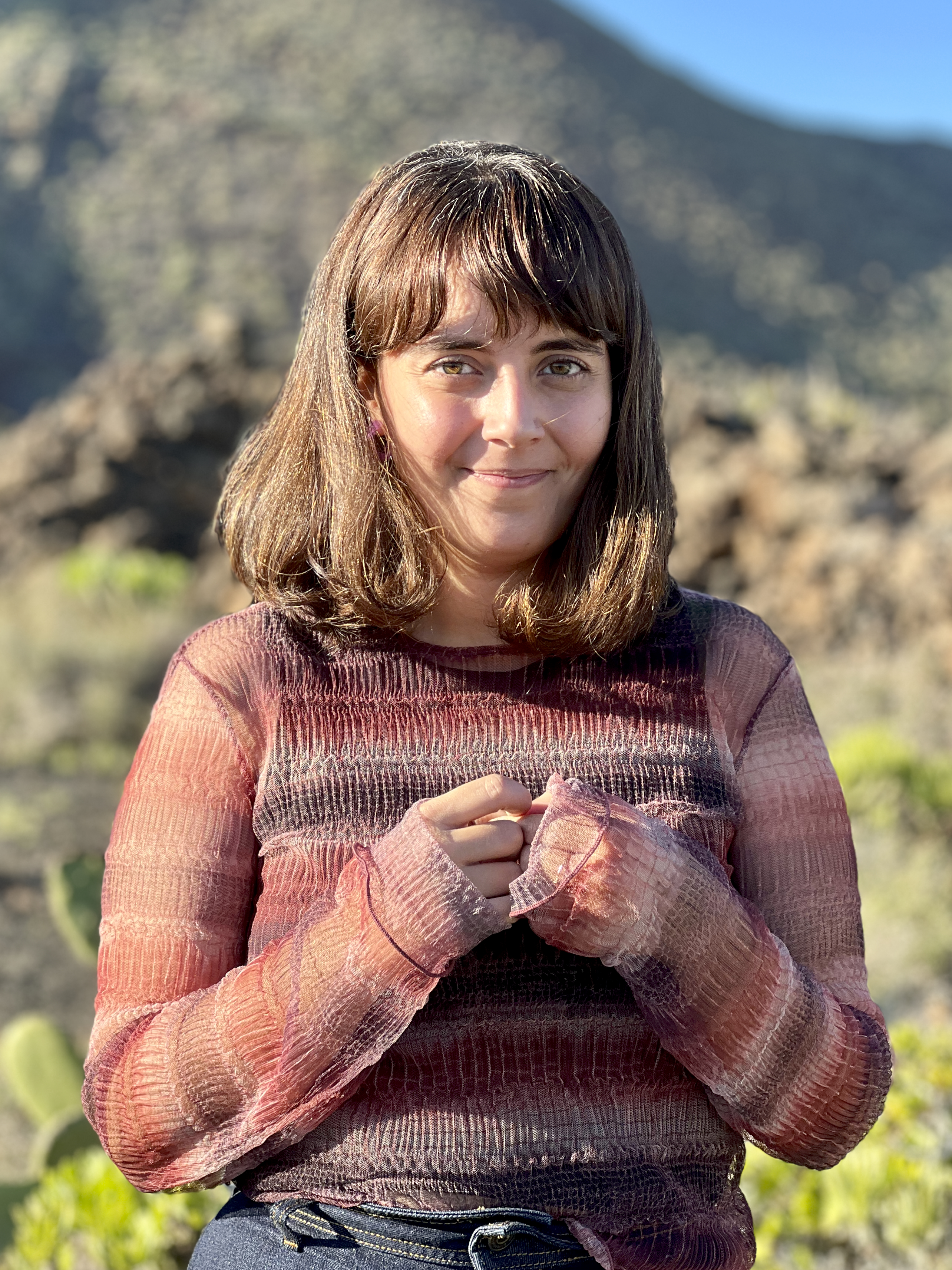
Lana Corujo

Lana Corujo (Lana Neble) (* 1995 auf Lanzarote) ist eine spanische Schriftstellerin und Illustratorin.

## Leben
Sie stellte unter anderem auf der Madrid Design Week aus und nahm an der Ausstellung Categórico Retrato teil, die von der Casa de la Cultura Agustín de la Hoz durchgeführt wurde. Corujo studierte und arbeitete sowohl in Madrid als auch in Frankreich. Im Jahr 2021 kehrte sie auf die Kanarischen Inseln zurück. Sie arbeitete als Verlegerin im Verlag La Carmenista und als Designerin im Estudio Gofio. Als Schriftstellerin ist sie an der Anthologie Diarios del encierro beteiligt, mit verschiedenen Erzählungen über den Pandemie-Lockdown, die im November 2020 im Verlag Índigo Editoras veröffentlicht wurden. Im Juli 2021 wurde ihr erstes Gedichtbuch, Ropavieja, veröffentlicht. Heutzutage leitet sie verschiedene Aktivitäten rund um die Literatur im Centro de Innovación Cultural (CIC) El Almacén auf Lanzarote.

## Werke
- Diarios del encierro (2020, Índigo Editoras)
- Ropavieja (2021, Editorial Dieciséis)